# Christof Florus
Christof Florus (* 11. September 1956 in Baden-Baden) ist ein deutscher Kommunalpolitiker (parteilos). Er war von 2007 bis 2023 Oberbürgermeister von Gaggenau.
Florus wuchs in Gaggenau auf. Er besuchte die Hans-Thoma-Grundschule und das Goethe-Gymnasium sowie das Technische Gymnasium Rastatt. Nach seinem Abitur studierte Florus Elektrotechnik mit dem Schwerpunkt Medizintechnik an der TH Karlsruhe und erhielt den akademischen Grad Diplom-Ingenieur. Er arbeitete nun die nächsten fünf Jahre bei Dekra im Stuttgarter Stadtbezirk Vaihingen. Dort war er Abteilungsleiter der Prüfstelle für Gerätesicherheit sowie als Qualitätsbeauftragter und Zertifizierer. Des Weiteren war er für den Vorstand beratend tätig. 
Nach der Geburt seines zweiten Kindes, in der zweiten Hälfte der 1990er Jahre, wurde Florus Geschäftsführer im Schuhfachgeschäft seiner Frau. Diese hatte das Geschäft in der Gaggenauer Innenstadt einige Jahre zuvor von ihren Eltern übernommen. Im ersten halben Jahr als Geschäftsführer blieb Florus nebenbei noch als Berater für Dekra tätig.
Im März 2007 wurde er zum Oberbürgermeister von Gaggenau gewählt. 2015 wurde er wiedergewählt. Bei der Wahl 2023 unterlag er Michael Pfeiffer.
Florus ist verheiratet und hat zwei Kinder, einen Sohn und eine Tochter.